# Teilestraße

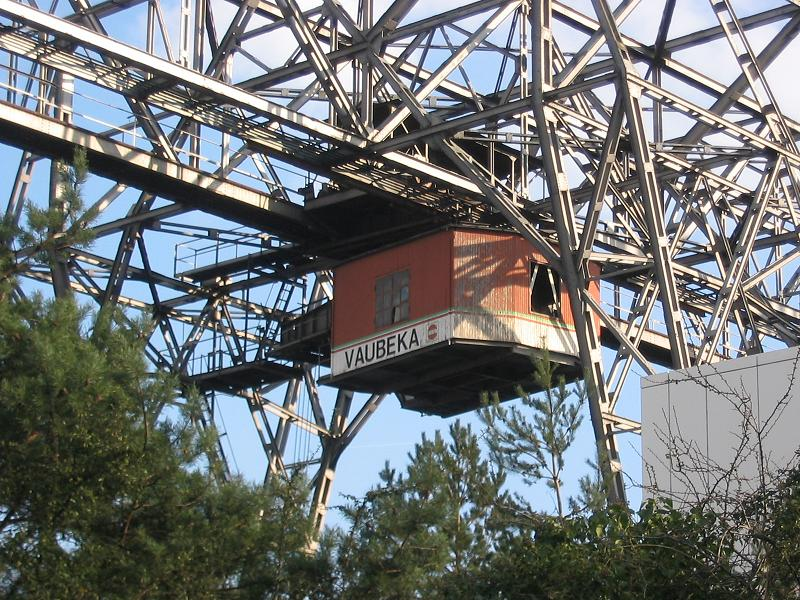
Industriedenkmal Portalkran der VAUBEKA (Hersteller: Demag) von 1935

Die Teilestraße ist eine Industriestraße im Berliner Industriegebiet Tempelhof-Ost des Bezirks Tempelhof-Schöneberg am Teltowkanal. An der Straße liegen mehrere denkmalgeschützte Fabrikanlagen und als technisches Denkmal ein Portalkran aus dem Jahr 1935.
Zu den Industriedenkmälern gehört als geschützte Gesamtanlage die ehemalige Produktionsstätte von Sarotti, vormals Deutsches Chocoladenhaus, die zu den ältesten Tempelhofer Fabriken zählt. Hier kreierte die Firma 1918 mit dem Sarotti-Mohren eines der bekanntesten Deutschen Markenzeichen, dessen Bekanntheitsgrad in Deutschland im Jahr 2000 bei 95 Prozent lag.

## Verlauf und Namensgebung

Kartenausschnitt mit der Teilestraße

Die Teilestraße verläuft von der Komturstraße bis zur Gottlieb-Dunkel-Straße und in einem Abstand von rund 100 Metern parallel zum Teltowkanal. Die Anschlussstelle Gradestraße der Stadtautobahn führt mit zwei weitgeschwungenen Brücken über die Teilestraße hinweg. Zwischen diesen beiden Brückenarmen überquert sie die Neukölln-Mittenwalder Eisenbahn.
Die Straße wurde 1909 neu angelegt und trägt den Namen der Tempelhofer Bauernfamilie Teile, die nach dem Dreißigjährigen Krieg neben der Lehnschulzenfamilie Rohde die wahrscheinlich einzige überlebende Familie im Dorf Tempelhof war. Die kurze Rohdestraße, eine der beiden Seitenstraßen der Teilestraße, hält den Namen an die zweite überlebende Familie wach.
Ursprünglich reichte die Straße von Westen her nur bis zur Linzer Straße, die sich bis zum Bau der Autobahn dort befand, wo heute die östliche Autobahnbrücke steht. Dahinter begann der Friedhof der Gemeinde Tempelhof.
Die gesamte heutige Teilestraße besaß auf der südlichen Seite ein Industriegleis, dessen Trasse noch heute deutlich erkennbar ist, auch einige Schienen liegen noch entlang der Straße. Dieses führte quer über den Friedhof, obwohl es dort noch keine Straße gab, und setzte sich in der Bergholzstraße fort, wo das Gelände der Stahlbaufabrik Krupp-Druckenmüller erschlossen wurde. Auch die Anschlussverbindung zur Neukölln-Mittenwalder Eisenbahn, die schräg über die Teilestraße führte, ist noch deutlich erkennbar, ebenso die nun funktionslose Brücke über die Eisenbahntrasse. In Richtung Westen führte das Industriegleis früher weiter bis zum Hafen Tempelhof, im inzwischen dort stehenden Einkaufszentrum sind im Untergeschoss als Denkmal hergerichtete Schienen- und Weichenanlagen verblieben.
Nach Westen setzt sich die Teilestraße heute nur noch als Ordensmeisterstraße bis zum Tempelhofer Damm am Hafen Tempelhof und anschließend als Friedrich-Karl-Straße bis zum Attilaplatz fort. Ursprünglich verzweigte sie im Westen, der zweite Ast, die Albrechtstraße, wurde zur Wohnstraße eingekürzt und ist in Verlängererung der Teilestraße nur noch eine Grünanlage mit Fuß- und Radweg.
Die Weiterführung nach Osten bis zur Gottlieb-Dunkel-Straße entlang der früheren Eisenbahntrasse entstand erst mit dem Bau der Autobahn. Dadurch wurde die Bergholzstraße, die ihrerseits eine Sackgasse ist, zur gradlinigen Verlängerung der Teilestraße.

## Industriedenkmäler
Die Lage der Teilestraße am Teltowkanal mit dem Hafen Tempelhof nur 600 Meter kanalabwärts und an der Neukölln-Mittenwalder Eisenbahn mit dem nahen Güterbahnhof Teltowkanal ließ schon früh Industrie- und Gewerbebetriebe entstehen. Zwar haben die Transportwege Kanal und Eisenbahn in diesem Gebiet deutlich an Bedeutung verloren, dennoch ist der Bereich um die Teilestraße als Gewerbestandort nach wie vor attraktiv, wie die Belegung der alten Gebäude durch moderne Firmen und Neubauten zeigen. Den Bedürfnissen der neuen Gewerbe kommt die Anbindung an die Stadtautobahn seit 2000 entgegen. Bemerkenswert ist, dass die Schaufronten der Industrieanlagen am Teltowkanal zur Straße weisen, während die Berliner Fabriken an der Spree zum Fluss ausgerichtet sind.

### Das Sarotti-Werk Tempelhof
Die Schokoladenfirma Sarotti nahm ihren Ursprung 1852 in der Berliner Friedrichstraße als Confiseur-Waaren-Handlung Felix & Sarotti – der Ursprung des Namens Sarotti konnte bis heute nicht geklärt werden. Nach mehreren Umfirmierungen und Standortverlagerungen ließ die Sarotti Chocoladen und Cacao Aktiengesellschaft ab 1911 in der Teilestraße 12/13 auf einer Fläche von 47.500 m² eine für die damalige Zeit hochmoderne Produktionsstätte bauen. Der Teltowkanal war 1906 fertiggestellt worden und bot zusammen mit einem eigenen Gleisanschluss an die Neukölln-Mittenwalder Eisenbahn beste Voraussetzungen für die Güterversorgung. Tempelhof war zu dieser Zeit – bis zur Gründung Groß-Berlins im Jahr 1920 – noch eine selbstständige Landgemeinde im Landkreis Teltow.

#### Fabrikbau 1913
Architekt war zu Beginn der Arbeiten der Charlottenburger Baumeister Oskar Müller, der später von Hermann Dernburg unterstützt wurde. Es entstand ein Fabrikgebäude, das „den Bauherren aus Teilen der Öffentlichkeit den Vorwurf des Größenwahns ein[brachte] – eine Fehleinschätzung, wie sich herausstellen sollte.“

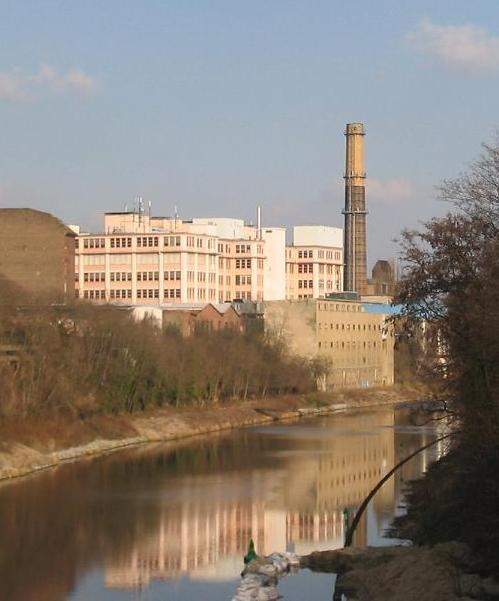
Ehemalige Sarotti-Fabrik am Teltowkanal von 1911–1913, 1922/1923

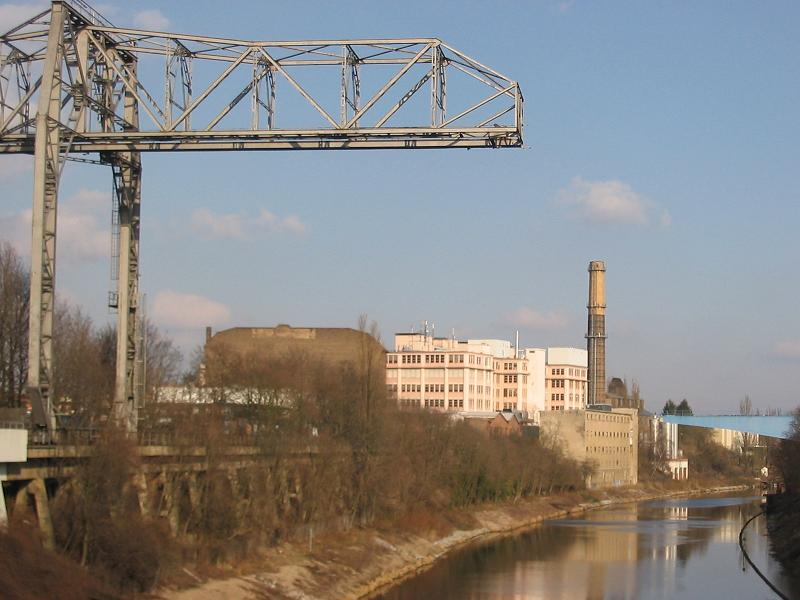
Dto., vorne VAUBEKA-Portalkran von 1935

Eine 56 Meter breite und 84 Meter lange blockartige Anlage von 4040 m² umschloss einen rund 630 m² großen Innenhof. Um die Produktionsflächen nicht zu beeinträchtigen, bauten die Architekten die vier Treppenhäuser in die Ecken des Innenhofs. Die Aufgänge führten in fünf Obergeschosse, über denen ein zurückspringendes Dachgeschoss lag. Die Fassaden waren mit vorspringenden Stahlbetonpfeilern ausgestattet, die mit den Fensterbrüstungen und den querformatig eingepassten Fenstern ein klares Rastersystem bildeten. „Das Innere des Stahlbeton-Skelettbaus wurde durch Stahlbetonstützen konsequent in zwei- bzw. dreischiffige Räume unterteilt.“
Nach einer Baugeldinvestition von rund 3,5 Millionen Mark (kaufkraftbereinigt in heutiger Währung: rund 23,02 Millionen Euro) nahm Sarotti 1913 mit rund 2000 Mitarbeitern die Produktion am neuen Standort Teilestraße auf. Die schnell ausgelastete Produktion erlebte mit dem Beginn des Ersten Weltkriegs 1914 einen deutlichen Einbruch. Nach dem Ausbleiben der Rohkakaozufuhr aufgrund der britischen Seeblockade hielt sich Sarotti mit der Herstellung riesiger Mengen sogenannter Kriegsmarmelade und Kriegskekse über Wasser.

#### Brand 1922 und Wiederaufbau
Pläne von 1921, das Werk in der Teilestraße von 4040 m² auf 6490 m² zu erweitern, durchkreuzte vorerst der große Brand vom 20. Januar 1922, der von der Feuerwehr nicht gelöscht werden konnte und der die Fabrik drei Tage und zwei Nächte lang fast vollständig in Trümmer legte. Die Katastrophe, bei der trotz aller Widrigkeiten keine Toten zu beklagen waren, hatte ein großes Medienecho. Das Berliner Tageblatt berichtete:

„Unter den Hunderten von Angestellten der Fabrik brach bei Ausbruch des Brandes eine fürchterliche Panik aus, alles stürzte die verqualmten Korridore entlang. […] Unaufhörlich stürzen von dem Dach losgelöste Balken hernieder. […] Wie es heißt, sollen etwa 100 Angestellte, zum Teil durch Gasvergiftung, zum Teil von Nervenschocks und Schreikrämpfen befallen worden sein.“

Den unmittelbar folgenden Neuaufbau besorgte der Industriearchitekt Bruno Buch, der bereits 1913 eines der UFA-Filmstudios an der Oberlandstraße entworfen hatte. Buch verband den Wiederaufbau mit einer Verlängerung der Gebäudeflügel, die er mit einem Querriegel um einen weiteren Hof schloss. Die Fassadengliederung blieb im Wesentlichen erhalten und die Verkleidung ließ Buch mit Muschelkalkplatten ausführen. Der gesamte Wiederaufbau und Ausbau unterlag den beschränkten Mitteln der Inflationszeit. Bereits 1923 konnte die Produktion der Sarotti-Schokolade und Produkte wieder aufgenommen werden. 1929 übernahm Nestlé 50 Prozent der Sarotti-Aktien. Nach dem Zweiten Weltkrieg war das Verwaltungsgebäude schwer beschädigt, die Rohstoffvorräte vernichtet beziehungsweise abtransportiert und 85 Prozent des Maschinenparks demontiert. 1949 verlegte die Firma ihren Sitz nach Hattersheim am Main und im gleichen Jahr begann in der Teilestraße die Wiederaufnahme der Produktion mit 800 Mitarbeitern. 1998 hatte das Werk noch 650 Mitarbeiter. Ebenfalls 1998 verkaufte Nestlé die Marke Sarotti an Stollwerck und die Kölner verlagerten die Sarotti-Produktion vollständig in ihr Werk Marienfelde in der Motzener Straße 32 am südlichen Berliner Stadtrand.
Heutiger Besitzer der Gebäude in der Teilestraße 11–16 ist die IKAD Europe GmbH. Von dem Werk der Architekten Müller, Dernburg und Buch stehen die Fabrik, das Kesselhaus und das Kohlenlager als Gesamtensemble unter Denkmalschutz.

### Weitere Industriedenkmäler

#### Dampfwäscherei von Bruno Taut

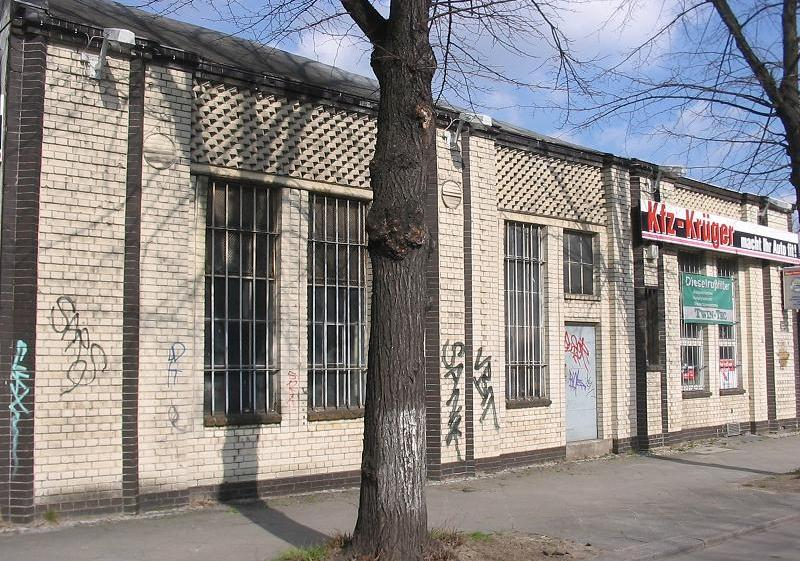
Denkmalgeschützte Dampfwäscherei Reibedanz, 1911/1912 gebaut von der Sozietät Taut & Hoffmann

Bruno Taut und sein Sozius Franz Hoffmann entwarfen und bauten 1911/1912 in der Teilestraße 23 die Dampfwäscherei für die Dampfwaschwerke von Erwin Reibedanz (1878–1919), die zum Teil erhalten ist. Das Baudenkmal der beiden Vertreter des Neuen Bauens gilt laut Kunsthistorikerin Gerhild Komander als frühes Beispiel „expressionistischer Formengebung in Berlin. Die Fassade aus gelbem Sommerfelder Klinker rahmen und gliedern horizontale und vertikale Bänder aus schwarzen Ziegeln der Kunstziegelei Roter. Bemerkenswert sind die zweifarbigen Würfelfriese in den zurückspringenden Fensterfeldern.“ Bruno Tauts Bruder Max Taut entwarf 1919 die Kalksteinstele für die Grabstätte von Reibedanz auf dem Alten Luisenstädtischen Friedhof an der Kreuzberger Bergmannstraße. Die Reibedanzschen Gebäude nutzt heute eine Autowerkstätte.

#### Baugeschäft Raebel (Raab-Karcher)

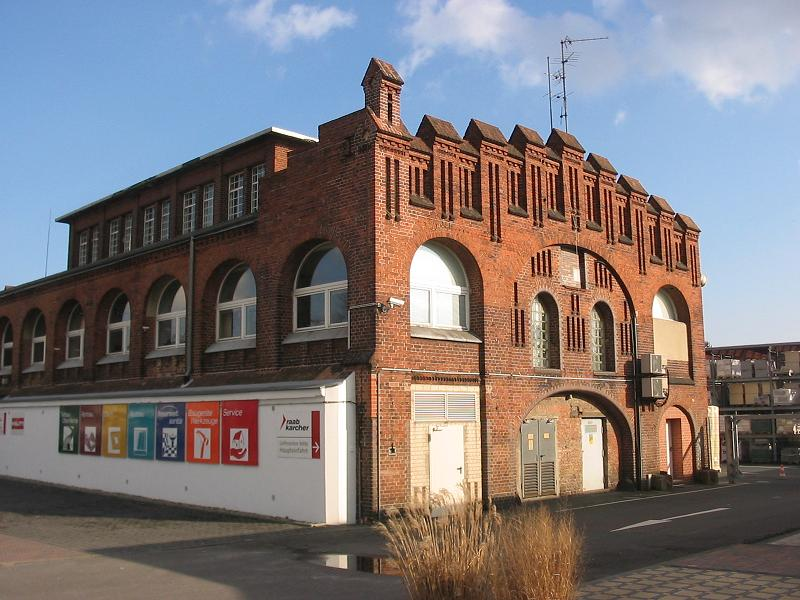
Ehemaliges Baugeschäft Raebel von 1907–1912

In der Teilestraße 9/10 stehen die Lagerhallen des ehemaligen Baugeschäfts Hermann Raebel aus den Jahren 1907–1912 und 1923–1925 unter Denkmalschutz. Architekt und Bauherr in einem war der Inhaber selbst, Hermann Raebel. Die Gebäude werden heute von der Raab Karcher Baustoffe GmbH, seit 2000 im Besitz der französischen Saint-Gobain-Gruppe, genutzt. Als Baudenkmal geschützt ist ferner das Landhaus Raebel von 1924/1925 in Lichterfelde, Unter den Eichen 87 – auch sein Wohnhaus hatte Hermann Raebel selbst entworfen und gebaut.

#### Verladebrücke von 1935
Weithin sichtbar ist die Verladebrücke in der Teilestraße 3–8, die seit 1955 als Industriedenkmal geschützt ist. Die stählerne Verladebrücke mit Drehlaufkatze baute 1935 der Duisburger Konzern Demag. Der über 100 Meter lange Kran diente auf dem ehemals stark frequentierten Umladeareal zur Entladung von Schiffen, die Kohle nach Tempelhof transportierten. Wie Sarotti hatte auch die Vaubeka einen direkten Nebenanschluss der Neukölln-Mittenwalder Eisenbahn, über den die Heizmaterialien weitergeleitet wurden. Seit den 1990er Jahren ist der Kran außer Betrieb. Er gehört zu den wenigen noch vorhandenen technischen Zeugnissen derartiger auf Schienen fahrbarer Krane mit portalartigen Tragegerüsten, von denen das kanalseitige als Pendelstütze ausgebildet ist.
Bauherr des Krans war die Vaubeka, das Handelsunternehmen Vereinigte Berliner Kohlenhändler, das heute als Vaubeka Brenn- und Baustoff GmbH zur Stinnes AG gehört.

## Weitere Bebauung

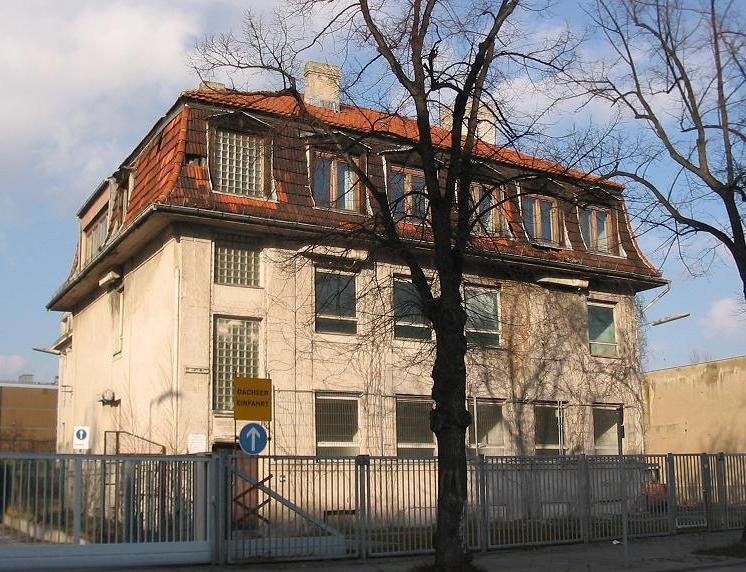
Gebäude des Beamten-Wirtschaftsvereins zu Berlin

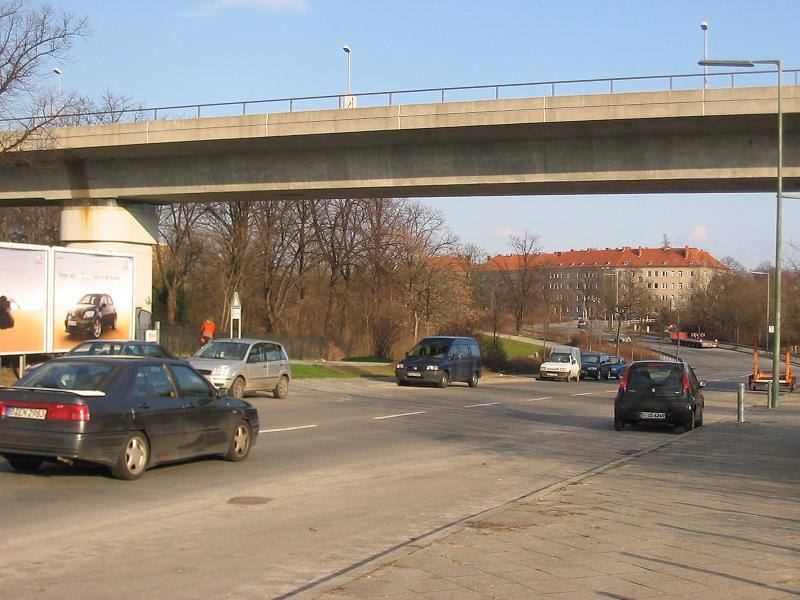
Östliches Teilstück mit einer der beiden Brücken der Autobahn-Anschlussstelle Gradestraße und Park über dem Autobahntunnel. Blick von der Brücke über die Eisenbahn Richtung Gottlieb-Dunkel-Straße

Dem Vaubeka-Krangelände gegenüber befand sich auf der anderen Straßenseite an der Ecke zur Komturstraße bis 2016 ein großflächiger B1 Discount-Baumarkt mit einer modernen verglasten Großhalle. Die auf Blechumformungen spezialisierte Firma Kadow und Riese GmbH an der Teilestraße 29 hat ein bemerkenswertes Wahrzeichen in luftiger Höhe vor ihrer Fertigungshalle aufgestellt: ein schräg stehendes, quasi hängendes Automobil.
Bemerkenswert sind ferner die Hallen der Spedition Dachser neben Kadow und Riese, deren über 50 Lkw-Beladungsgungsportale sich wie an einer Perlenschnur aufreihen. Die Niederlassung des schwäbischen Logistik-Unternehmens Dachser in der Teilestraße 26–28 baut derzeit ein Logistikzentrum am Flughafen Schönefeld und wird nach dessen Fertigstellung dorthin umziehen.
Neben dem Dachser-Gelände und gegenüber der Sarotti-Fabrik steht die ehemalige Betriebszentrale des Konsumvereins Beamten-Wirtschaftsverein zu Berlin. Das an der Straße stehende Bürogebäude wurde nach längerem Leerstand 2009 von der Metropolitano Brandschutzsachverständigen GmbH erworben. Es wird umfassend saniert und dient dann als Betriebssitz der Metropolis International Holding AG. Weitere Unternehmen siedeln sich hier an, wie unter anderem die Musikbunker GmbH. Das sich hinter dem Bürogebäude in die Tiefe des Grundstücks anschließende Lager- und Produktionsgebäude der Konsumgenossenschaft ist weitestgehend saniert und zu Musikproberäumen umgebaut worden.

## Parkstreifen
Am östlichen Abschnitt der Teilestraße liegt zwischen dem Brückenensemble der Autobahnanschlussstelle/Eisenbahn und der Gottlieb-Dunkel-Straße seit 2000 eine Grünanlage, die sich bis zur Schaffhausener Straße am Südrand der als Bau- und Gartendenkmal geschützten Bärensiedlung von 1929–1931 zieht.
Im Jahr 2000 wurde der 1,7 Kilometer lange Tunnel Ortsteil Britz der A 100 fertiggestellt, der parallel zur Teilestraße verläuft und nach der Anschlussstelle Gradestraße beginnt. Das markante Lüftungsbauwerk am Tunneleingang markiert gleichzeitig den Anfang eines langgezogenen Grünstreifens, den das Land Berlin auf der Tunneldecke mit Spiel- und Sportplätzen parallel zum Gartendenkmal Emmauskirchhof anlegte. An der Ecke Teile-/Gottlieb-Dunkel-Straße entstand ein terrassierter Parkabschnitt mit Bänken und Blumenfeldern, der neben dem Lüftungsblock einige Meter aufsteigt und durch Sichtfenster den Blick auf die Autobahn freigibt, kurz bevor sie unter der Erde verschwindet.

## Sonstiges
Ein Hundesportverein hat sein Gelände direkt unter der Gottlieb-Dunkel-Brücke. Die Straße ist ein Teilstück des Teltowkanalwegs, einem der 20 grünen Hauptwege Berlins, der hier durch Gewerbefläche vom Kanalufer getrennt ist.